# Салвиати
Салвиати (на италиански: Salviati) е благородническата фамилия от Флоренция, която изчезва по мъжка линия през 1794 г.
Родът води началото си от един Готифредо от XII век. През 1335 г. Камбио ди Салви е приор и гонфалониере във Флоренция. По това време Салвиатите притежават кула в Бадия Фиорентина, където една част от града е наречена на тях „Салвиатино“. Те стават богати чрез търговия и банков бизнес. През вековете те дават 63 приори, 21 съдебни гонфалониери и 6 висши прелати.

С женитбата на банкера Якопо Салвиати (1461 – 1533) за Лукреция Медичи, дъщеря на Лоренцо Великолепи, владетел на Флоренция, и сестра на папа Лъв X, фамилията се свързва с род Медичи. Дъщеря му Мария Салвиати се омъжва за известния кондотиер Джовани деле Банде Нере и е майка на Козимо I Медичи, първият велик херцог на Тоскана.
Синовете му Бернардо Салвиати (1508 – 1568), Джовани Салвиати и Антон Мария Салвиати са кардинали.
Фамилията притежава палацо Салвиати-Кваратези. През 1456 г. Якопо Салвиати купува палацо Портинари-Салвиати във Флоренция.
С женитбата на последната Салвиати, Анна Мария, сестрата на кардинал Грегорио Антонио Мария Салвиати, за Марк Антонио IV Боргезе (1730 – 1800) фамилната собственост отива на тази фамилия. Нейният син Камило Филипо Лудовико Боргезе (1775 – 1832), княз на Сулмона и Росано, е съпруг на Паулина Бонапарт и зет на Наполеон I.
Той преобразува Палацо Салвиати във Флоренция. Той е наследен от брат му Франческо (1776 – 1839), чийто най-голям син Маркантонио го последва като княз Боргезе, вторият му син Камило получава титлата княз Алдобрандини, а третият му син Сципионе Боргезе (1823 – 1892) през 1834 г. е издигнат на Дука Салвиати; херцогската титла днес се носи от Дон Форезе Антонино Дука Салвиати (* 1927), наследни е син му Лоренцо (* 1957). Също един клон на фамилията Корси се нарича Корси Салватини(Corsi Salviati).
Гробната капела на фамилията Салвиати се намира в Сан Марко (Флоренция), която е украсена и от Джамболоня и Пасиджано.
- Палацо Боргезе (преди Салвиати) във Флоренция
- Палацо Портинари-Салвиати във Флоренция
- Палацо Салвиати-Кцаратези, Флоренция
- Вила Салвиати
- Палацо Салвиати в Пиза
- Вила Ил Салвиатино във Фиезоле
- Салвиати-капелата в Сан Марко (Флоренция)

## Известни от фамилията
- Франческо Салвиати (архиепископ), архиепископ на Пиза (1475)
- Джовани Салвиати (1490 – 1553), кардинал
- Бернардо Салвиати (1508 – 1568), кардинал
- Антон Мария Салвиати (1537 – 1602), кардинал
- Леонардо Салвиати (1540 – 1589), хуманист
- Филипо Салвиати (1582 – 1614), флорентински учен и приятел на Галилео Галилей
- Аламанно Салвиати (1669 – 1733), кардинал
- Грегорио Антонио Мария Салвиати (1727 – 1794), кардинал (последен от рода)

- Kardinal Джовани Салвиати (1490 – 1553)
- Мария Салвиати Медичи (1499 – 1543)
- Кардинал Бернардо Салвиати (1508 – 1568)
- Кардинал Антон Мария Салвиати (1537 – 1602)
- Леонардо Салвиати (1540 – 1589), хуманист
- Кардинал Грегорио Антонио Мария Салвиати (1727 – 1794)